# Isoperla maxana
Isoperla maxana és una espècie d'insecte plecòpter pertanyent a la família dels perlòdids.

## Descripció
- El mascle adult presenta un color groc clar amb taques de color marró, les ales hialines amb la nervadura marró clar, els cercs i els segments de la tíbia i del fèmur de color groc clar i una longitud de les ales anteriors de 8 mm.
- Ni la femella ni la nimfa no han estat encara descrites.[7]

## Hàbitat
En el seu estadi immadur és aquàtic i viu als rierols de fons sorrencs, mentre que com a adult és terrestre i volador.

## Distribució geogràfica
Es troba a Nord-amèrica: el comtat de Hubbard (Minnesota, els Estats Units).

## Estat de conservació
Aquesta espècie és probablement extinta des del 1948 a causa del desenvolupament humà i agrícola de l'àrea on vivia.